# أيدعاوات
الأيدعاوات أو التنيناوات (الاسم العلمي: Dracaenoideae) هي أسرة من النباتات تتبع الفصيلة الهليونية من رتبة الهليونيات.

## أجناس الأيدعاوات
- الأيدع
- الكورديل
- البليومل
- لسان الجن